# Copa do Mundo de Voleibol de Praia
A Copa do Mundo de Voleibol de Praia é um campeonato de voleibol de praia criado em 2013 e que acontece a cada quatro anos para determinar o país campeão da Copa Continental. Na Copa Continental, que é realizada num período de dois anos e classifica duplas para os Jogos Olímpicos, cada nação pode participar com dois times em cada variante. Contudo, na Final da Copa do Mundo, só é permitido uma equipe por país.
Classificam-se para o torneio as nações vencedoras de cada final regional da Copa Continental, países que tiveram duas duplas na última Olimpíada, além da confederação nacional dos atuais campeões olímpicos. Caso a nação dos campeões olímpicos já esteja classificada por um dos critérios anteriores, a vaga é transferida ao país melhor ranqueado no Torneio Olímpico que ainda não classificou-se, totalizando dez equipes de cada gênero. As vagas pertencem as confederações nacionais e a FIVB escolhe as duplas melhores ranqueadas no Circuito Mundial para representar cada país.
São formados dois grupos com cinco times, nos quais todos enfrentam-se. Após a fase inicial, os dois primeiros colocados de cada grupo avançam às semifinais. A dupla campeã de cada variante recebe um prêmio de 50 mil dólares, enquanto os vice campeões recebem 35 mil e os medalhistas de bronze 22.500 mil.

## Quadro de medalhas

### Masculino
| Ordem | País           | Medalha de ouro | Medalha de prata | Medalha de bronze | Total |
| ----- | -------------- | --------------- | ---------------- | ----------------- | ----- |
| 1     | Brasil         | 1               | 0                | 0                 | 1     |
| 2     | Estados Unidos | 0               | 1                | 0                 | 1     |
| 3     | Letônia        | 0               | 0                | 1                 | 1     |

### Feminino
| Ordem | País           | Medalha de ouro | Medalha de prata | Medalha de bronze | Total |
| ----- | -------------- | --------------- | ---------------- | ----------------- | ----- |
| 1     | Brasil         | 1               | 0                | 0                 | 1     |
| 2     | Estados Unidos | 0               | 1                | 0                 | 1     |
| 3     | Alemanha       | 0               | 0                | 1                 | 1     |

### Geral
| Ordem | País           | Medalha de ouro | Medalha de prata | Medalha de bronze | Total |
| ----- | -------------- | --------------- | ---------------- | ----------------- | ----- |
| 1     | Brasil         | 2               | 0                | 0                 | 2     |
| 2     | Estados Unidos | 0               | 2                | 0                 | 2     |
| 3     | Alemanha       | 0               | 0                | 1                 | 1     |
| 3     | Letônia        | 0               | 0                | 1                 | 1     |